# Arabischer Nationenpokal 2012
2012 wurde der Arabische Nationenpokal zum neunten Mal ausgespielt. Dieser Wettbewerb wurde in Saudi-Arabien ausgetragen. Die Spiele fanden zwischen dem 22. Juni und 6. Juli 2012 in Dschidda und aṭ-Ṭā'if statt. Bereits 1985 war Saudi-Arabien Gastgeber gewesen.
Nach dem Angriff des Irak auf Kuwait 1990 war der Irak ausgeschlossen gewesen. Bei diesem Turnier nahm das Land nach 25 Jahren Abwesenheit wieder an diesem Turnier teil.
Die Mannschaften spielten in einem Ligasystem in drei Gruppen gegeneinander. Die Gruppenbesten zogen in die K.O.-Runde ein.  
Marokko gewann das Turnier.

## Gruppe A
| Pl. | Verein        | Sp. | S | U | N | Tore    | Diff. | Punkte |
| --- | ------------- | --- | - | - | - | ------- | ----- | ------ |
| 1.  | Saudi-Arabien | 2   | 1 | 1 | 0 | 006:200 | +4    | 04     |
| 2.  | Kuwait        | 2   | 1 | 0 | 1 | 002:400 | −2    | 03     |
| 3.  | Palästina     | 2   | 0 | 1 | 1 | 002:400 | −2    | 01     |

|               |   |           |     |
| Saudi-Arabien | – | Kuwait    | 4:0 |
| Kuwait        | – | Palästina | 2:0 |
| Saudi-Arabien | – | Palästina | 2:2 |

## Gruppe B
| Pl. | Verein  | Sp. | S | U | N | Tore    | Diff. | Punkte |
| --- | ------- | --- | - | - | - | ------- | ----- | ------ |
| 1.  | Marokko | 3   | 2 | 1 | 0 | 008:000 | +8    | 07     |
| 2.  | Libyen  | 3   | 2 | 1 | 0 | 005:200 | +3    | 07     |
| 3.  | Jemen   | 3   | 1 | 0 | 2 | 003:700 | −4    | 03     |
| 4.  | Bahrain | 3   | 0 | 0 | 3 | 001:800 | −7    | 0      |

|         |   |         |     |
| Marokko | – | Bahrain | 4:0 |
| Libyen  | – | Jemen   | 3:1 |
| Bahrain | – | Jemen   | 0:2 |
| Libyen  | – | Marokko | 0:0 |
| Libyen  | – | Bahrain | 2:1 |
| Jemen   | – | Marokko | 0:4 |

## Gruppe C
| Pl. | Verein  | Sp. | S | U | N | Tore    | Diff. | Punkte |
| --- | ------- | --- | - | - | - | ------- | ----- | ------ |
| 1.  | Irak    | 3   | 2 | 1 | 0 | 004:200 | +2    | 07     |
| 2.  | Sudan   | 3   | 1 | 2 | 0 | 004:200 | +2    | 05     |
| 3.  | Ägypten | 3   | 0 | 2 | 1 | 003:400 | −1    | 02     |
| 4.  | Libanon | 3   | 0 | 1 | 2 | 001:400 | −3    | 01     |

|         |   |         |     |
| Irak    | – | Libanon | 1:0 |
| Ägypten | – | Sudan   | 1:1 |
| Libanon | – | Sudan   | 0:2 |
| Irak    | – | Ägypten | 2:1 |
| Ägypten | – | Libanon | 1:1 |
| Sudan   | – | Irak    | 1:1 |

## K.o.-Runde

### Beste Zweitplatzierte
Libyen war die beste zweitplatzierte Mannschaft. Daher durfte es am Halbfinale teilnehmen.
| Pl. | Verein | Sp. | S | U | N | Tore    | Diff. | Punkte |
| --- | ------ | --- | - | - | - | ------- | ----- | ------ |
| 1.  | Libyen | 2   | 1 | 1 | 0 | 003:100 | +2    | 04     |
| 2.  | Kuwait | 2   | 1 | 0 | 1 | 002:400 | −2    | 03     |
| 3.  | Sudan  | 2   | 0 | 2 | 0 | 002:200 | ±0    | 02     |

### Halbfinale
|               |   |        |     |
| Saudi-Arabien | – | Libyen | 0:2 |
| Marokko       | – | Irak   | 2:1 |

### Spiel um den dritten Platz
|               |   |      |     |
| Saudi-Arabien | – | Irak | 0:1 |

### Finale
|        |   |         |                      |
| Libyen | – | Marokko | 1:1 n. V., 1:3 i. E. |

## Schiedsrichter
Hauptschiedsrichter:
- Mahmoud Ashour
- Gehad Grisha
- Djamel Haimoudi
- Nawaf Shukralla
- Suleiman Dalqam
- Abdullah al-Baloushi
- Rédouane Jiyed
- Abdulrahman al-Amri
- Khalid Abdel Rahman
- Slim Jedidi
- Hamad al-Shaikh Hashmi

Schiedsrichterassistenten:
- Ayman Dagesh
- Sherif Saleh
- Abdelhak Etchiali
- Aziz Ali Hasan al-Wadi
- Ahmed Qaid Saif
- Ahmad al-Ruwaili
- Ramzan al-Nuaimi
- Fouad al-Maghribi
- Bouazza Rouani
- Abdulaziz al-Asmari
- Waleed Ahmed
- Bechir Hassani
- Ahmed al-Shamisi